# Funambola
Funambola è un album della musicista italiana Patrizia Laquidara, pubblicato nel 2007 dalla Ponderosa Music&Art.

Comprende 13 brani ed è ispirato alle gesta del funambolo francese Philippe Petit, noto per aver camminato su un filo d'acciaio teso tra le due torri gemelle di New York.

Il funambolismo, in questo caso, è inteso sia in senso fisico che interiore, come continua ricerca di un equilibrio emozionale che, quando raggiunto, dura magari solo lo spazio di un mattino.

La riflessione intima e l'introspezione sono in effetti i temi principali dell'opera musicale di Patrizia Laquidara e questo album li esplicita in modo esemplare, grazie anche alla perfetta simbiosi di testo e melodia.

## Tracce
1. Pioggia senza zucchero - 3.36 - (P. Laquidara)
2. Se qualcuno - 3.45 - (P. Laquidara, A. Canto)
3. Senza pelle - 4.00 - (G. Casale - R. Tarantino)
4. Nuove confusioni - 4.00 - (P. Laquidara)
5. L'equilibrio è un miracolo - 4.08 - (P. Laquidara, E. Cirillo - A. Canto)
6. Le cose - 3.08 - (P. Laquidara, Kaballà - P. Laquidara, G. Mancini)
7. Addosso - 3.20 - (P. Laquidara - A. Canto)
8. Ziza - 3.49 - (A. Canto, P. Laquidara - A. Canto)
9. Chiaro e gelido mattino - 4.12
10. Oppure no - 2.57 - (P. Laquidara, A. Canto)
11. Va' dove il mondo va - 4.22 - (G. Fabbris - G. Barbieri)
12. Personaggio - 5.07 - (A. M. Lindsay, M. Gibbs, Kassin - adatt. in italiano P. Laquidara, L. Gemma)
13. Noite e luar - 4.14 - (P. Laquidara)

## Singoli
- Le cose, pubblicato nel 2007.
- Ziza, uscito nel 2008, utilizzato anche per un video musicale e come presentazione del concerto che Patrizia Laquidara ha tenuto a Lisbona il 6 aprile 2009, nell'ambito della Festa do Cinema Italiano[1].

- Personaggio, uscito nel 2008 ed usato nel 2009 come colonna sonora dello spot di presentazione della seconda edizione della Festa do Cinema Italiano, che si è tenuta a Lisbona e Oporto dal 2 al 9 aprile.

## Colonne sonore
- Noite e luar è stato usato nel film Manuale d'amore di Giovanni Veronesi, uscito nel 2005.